# Monumento Nacional de las Casas del Acantilado de Gila
El Monumento Nacional de las Casas del Acantilado de Gila (en inglés: Gila Cliff Dwellings National Monument) es un Monumento Nacional de Estados Unidos creado para proteger las ruinas de la cultura Mogollón, en el Área Salvaje de Gila. Se ubica en la cabecera del Río Gila, en el suroeste de Nuevo México. Tiene un área de 2,16 km² y está situado en el extremo sur del condado de Catron. Fue declarado monumento nacional el 16 de noviembre de 1907 por el presidente de los Estados Unidos Theodore Roosevelt mediante una proclamación ejecutiva.

## Descripción

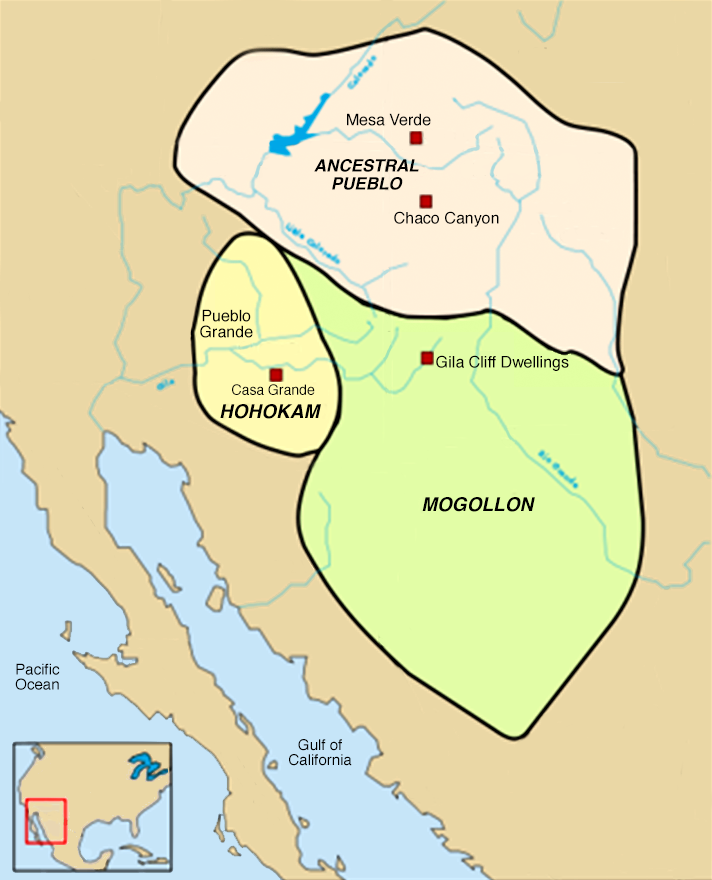
Mapa de las principales culturas arqueológicas prehistóricas de Oasisamerica

Casas del acantilado (en inglés: Cliff Dwellings) es el término con el que los estadounidenses se refieren a las casas que construían culturas prehistóricas como la cultura Mogollón: ciudades construidas en una cueva bajo algún acantilado.
El monumento tiene un área de 553 acres (2,2 km²) y contiene restos de la cultura Mogollón. Destacan dos yacimientos:
- El yacimiento bajo Cliff Dweller Canyon; donde los arqueólogos han identificado 46 habitaciones en cinco cuevas y creen que fueron ocupadas por 10 a 15 familias.[3]
- Las ruinas TJ,[4] ubicadas en TJ Mesa, en un acantilado con vista al río Gila. En gran parte se encuentran sin excavar.[3]

En el monumento nacional hay otros yacimientos como Javelina House, a unos 533 m (1/3 de milla) por encima de la ruina principal; la ruina West Fork Ruin, actualmente bajo la autopista 15 frente a Woody Corral, la Ruina Three Mile a lo largo de la bifurcación oeste del río Gila, y la bifurcación media del río Gila en la Ruina Cosgrove de 11 habitaciones. La dendrocronología (datación por anillos de árboles) determinó que la madera utilizada en las viviendas se cortó entre 1276 y 1287. La región permitía cultivar, recolectar y cazar alimentos.
El terreno alrededor de las ruinas es escabroso y árido, y contiene cañones empinados cortados, ríos de manantial poco profundos, mesetas y acantilados cubiertos de bosques de pino ponderosa, roble de Gambel, abeto de Douglas, enebro de Nuevo México, pino piñonero y enebro caimán, entre otros. La historia geológica del área proviene de la época del Oligoceno y la actividad volcánica que posteriormente cubrió el área con ceniza. Las aguas termales del monumento son vestigios de su origen volcánico.  

## Historia
La región del río Gila era una zona que proporcionaba alimentos mediante el cultivo, la recolección y la caza. En la parte alta floreció la cultura Mogollón desde el año 1275 hasta principios del siglo XIV; durante el periodo arqueológico Pueblo III. Estos pueblos abandonaron la zona por motivos desconocidos, y dejaron tras de sí sus viviendas, las más tarde llamadas Casas del acantilado. 
Es probable que los indios nativos americanos locales conocieran la ubicación de las ruinas, sin embargo, el primer registro de existencia de las casas del acantilado de Gila lo hizo Henry B. Ailman (un emigrante de Nuevo México que residía en Silver City). En el verano de 1878, Ailman y varios compañeros fueron convocados para servir como jurado y, en un esfuerzo por evitar la citación, organizaron un viaje de prospección al río Gila, donde posteriormente llegaron al sitio. Si bien buscaban reliquias, Ailman encontró solo pequeñas mazorcas de maíz. El año siguiente informó que otros hombres habían encontrado el cuerpo desecado envuelto en pañales de un bebé, que fue fotografiado y enviado a la Instituto Smithsoniano. Sin embargo, no hay registro de tales restos en Washington D. C.
A lo largo de los años siguientes, muchos visitantes estudiarían las viviendas. En poco tiempo, el sitio se volvió más accesible y, en la década de 1890, los hermanos Hill habían establecido un centro turístico en las cercanías de Gila Hot Springs. Los Hill comenzarían los primeros recorridos a las ruinas para visitantes. En junio de 1906, el Rep. John F. Lacey de Iowa y presidente del Comité de la Cámara de Tierras Públicas presentó un proyecto de ley para la regulación de sitios prehistóricos. La Ley para la Preservación de Antigüedades, comúnmente conocida como la Ley de Antigüedades, autorizó al presidente de los EE. UU. a proteger tierras que contenían ruinas prehistóricas e históricas por orden ejecutiva.

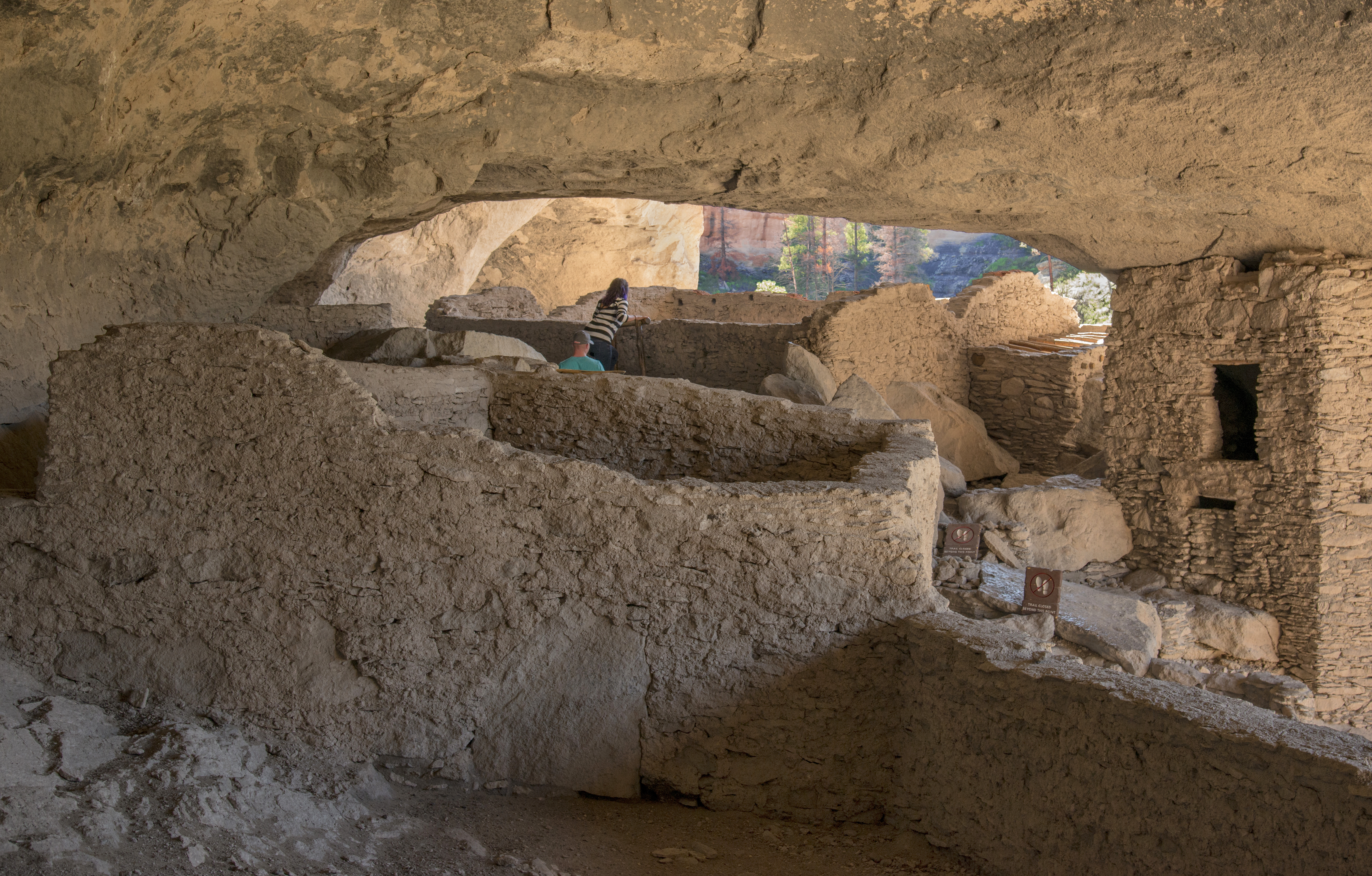
Vivienda en el acantilado de Gila

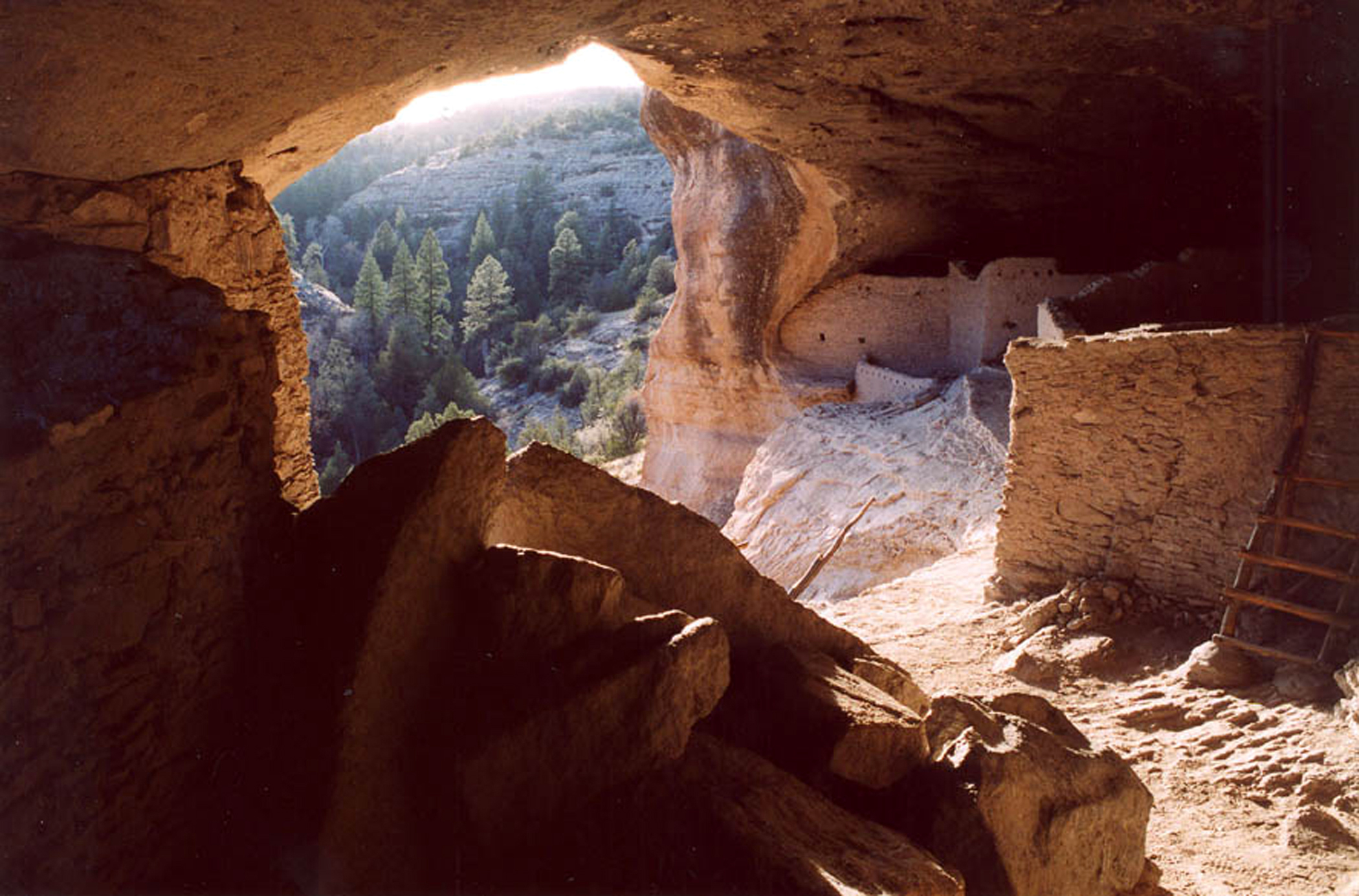
Vista desde dentro de una de las ruinas

Estas reservas federales se denominaron Monumentos Nacionales y debían ser administradas por los departamentos del Interior, Agricultura y Guerra, según la agencia que controlaba un sitio en particular antes de retirarlo para su conservación. En diciembre de 1906, el supervisor forestal de Gila, RC McClure, informó al guardabosques jefe en Washington D. C., que la presencia de Casas del acantilado justificaba su conservación por parte del Gobierno nacional, para evitar el expolio de más artefactos.
En el sitio se encontraron varios cuerpos momificados, aunque la mayoría se perdieron entre saqueadores y coleccionistas privados. En 1912 se encontró un cementerio, donde se localizó un bebé momificado al que más tarde se denominó Zeke. El descubrimiento atrajo la atención nacional y aumentó la popularidad del monumento y el número de visitantes. Esta atención fue debida a un artículo sensacionalista de la revista Sunset sobre una antigua raza de enanos de 8.000 años de antigüedad en las cabeceras. Esta momia fue la primera y única momia en llegar al Smithsonian, donde está registrado como el cuerpo de un bebé.
El primer guardabosques fue Doc Campbell, uno de los primeros pobladores estadounidenses de la región. Ayudó a los equipos del Servicio de Parques Nacionales a estabilizar las ruinas.
La administración del monumento se transfirió del Departamento de Agricultura de los Estados Unidos al Servicio de Parques Nacionales el 10 de agosto de 1933, mediante la Orden Ejecutiva 6166. El presidente Kennedy firmó más tarde la proclamación n.º 3467, aunque agregó aproximadamente 375 acres (1,5 km²) y que contenía las Ruinas TJ, así como un área silvestre adicional. En la primavera de 1975, el Servicio de Parques Nacionales y el Servicio Forestal de EE. UU. firmaron un acuerdo de cooperación por el que el Bosque Nacional de Gila es responsable de la administración del monumento, pero volvió al NPS en 2003.
Algunos arqueólogos sostienen que Mogollón comienza en el 1.000 a. C. sobre la base cultural de la Tradición del Desierto dada por la Cochise, que según los mismos, en el 2.000 a. C. ya cosechaban un tipo de maíz primitivo. La transición, de una sociedad arcaica a otra de agricultores sedentarios con cerámica introducida desde el sur, se completó alrededor del 300 d. C.

### Moradas en los acantilados del río Gila
Este Monumento Nacional (Gila Cliff Dwellings National Monument) de Nuevo México, conserva viviendas subterráneas construidas entre los años 100 y 400 d. C., y otras en los acantilados que datan entre el 1.270 y el 1.300 d. C., con entradas en forma de "T".
La principal fuente alimenticia de los pobladores de la región provino de la domesticación y cultivo de especies como: yuca, maíz, girasol, hierbas y nueces. 
En un primer momento, sus asentamientos se caracterizaron por un gran número de casas-pozo de dimensiones pequeñas. A partir del 1.000 d. C. comenzaron a construirlas sobre el nivel del suelo y, por influencia Anasazi, aparecieron los complejos ceremoniales y, en algunos casos, residencias de varones conocidas como "kivas", sobrevivientes de las casas-pozo.

## Exposiciones y servicios del monumento

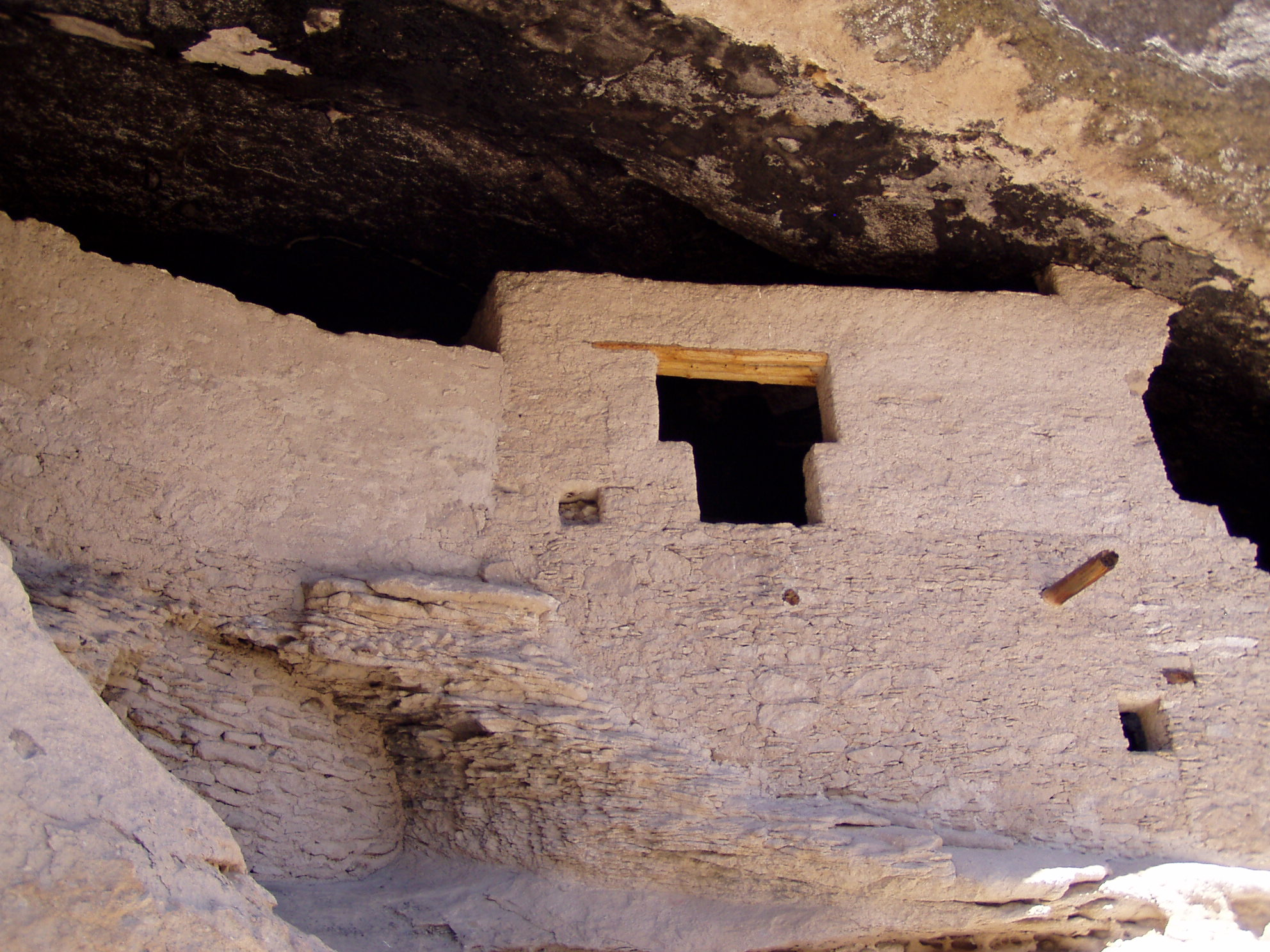
Entrada en forma de T, común en los edificios de piedra del suroeste durante el periodo precolombino.

En el monumento hay un museo y un centro de visitantes cerca de las ruinas TJ. El centro de visitantes está gestionado conjuntamente por el Servicio Forestal de los Estados Unidos y el Servicio de Parques Nacionales. El museo alberga exposiciones de artefactos apaches y mogollones, descubiertos tanto en la naturaleza circundante como en el monumento. Entre los objetos expuestos figura un brazalete elaborado con conchas de almeja Glycymeris Bittersweet encontrado por Charles Grymko, estudiante de guardaparques. Se cree que fueron traídas a través del comercio desde el Golfo de California a Snaketown (una antigua aldea en la orilla derecha del río Gila, en la actual Comunidad Indígena del Río Gila, al sur de la aldea de Ahwatukee), la concha fue grabada y perforada por artesanos Hohokam. Se cree que el brazalete remontó el río Gila desde Arizona hasta la comunidad del río Gila, de nuevo a través del comercio.
Otras atracciones cercanas son las fuentes termales, las ruinas asociadas, las rutas de senderismo por el bosque nacional y la pesca a lo largo del río Gila y en el Gila Wilderness.